# Alte Schule (Oberreute)

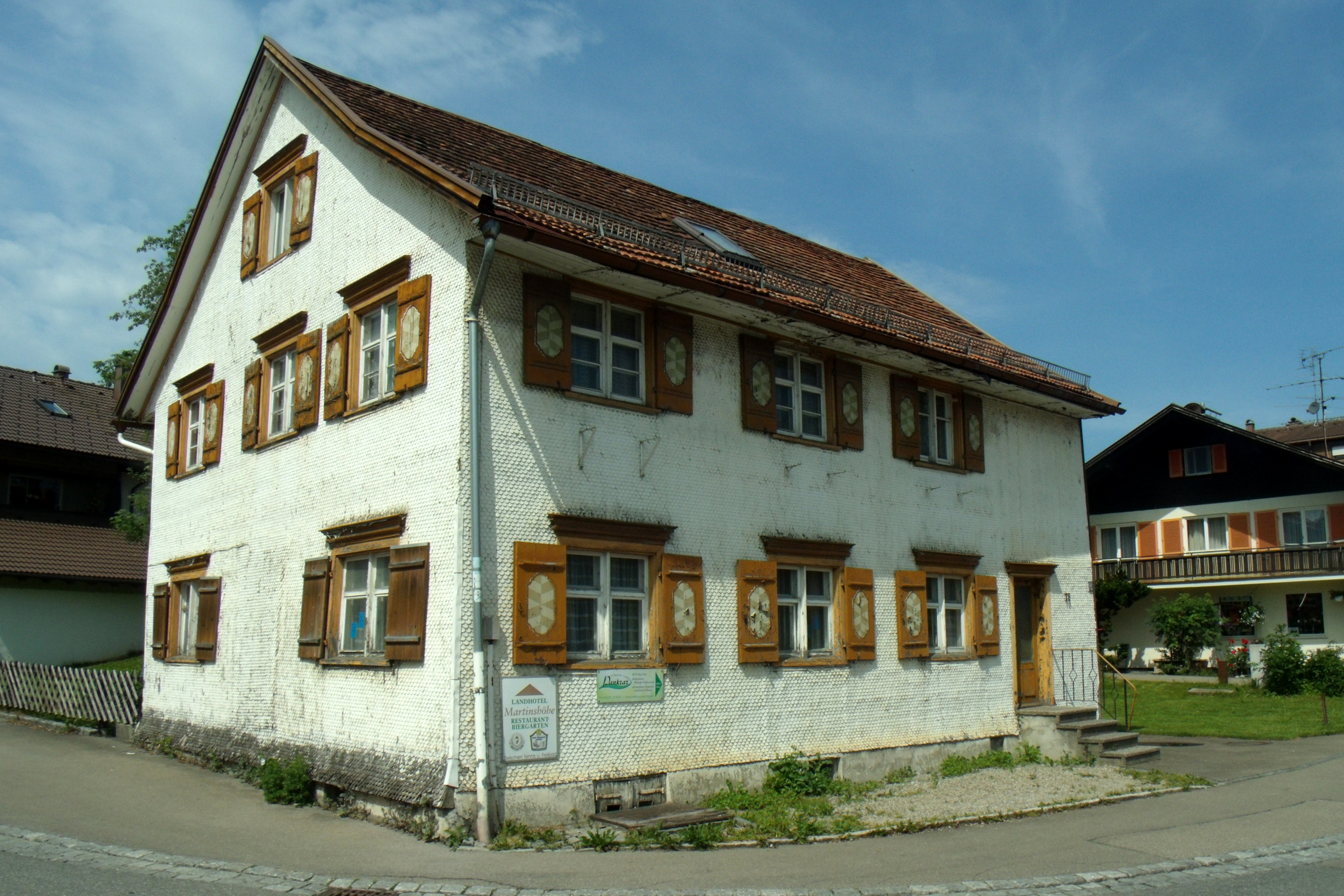
Alte Schule in Oberreute

Die Alte Schule in der Gemeinde Oberreute im Landkreis Lindau (Bodensee) im bayerischen Regierungsbezirk Schwaben ist ein denkmalgeschütztes Gebäude aus dem 18. Jahrhundert. Das Baudenkmal an der Hauptstraße 18 wird mit der Aktennummer D-7-76-121-12 geführt.

## Geschichte
Die Schule wurde im Jahr 1731 durch Stiftungen von Bürgern aus Oberreute errichtet. Dies geschah lange, bevor 1774 durch Maria Theresia die Schulpflicht im Kaiserreich Österreich eingeführt wurde, zu dem Oberreute zu dieser Zeit gehörte. Das Gebäude wurde als zweigeschossiger, verschindelter Blockbau mit Satteldach errichtet und verfügte über zwei Eingänge. Ein Eingang diente als Zugang zum Klassenzimmer im Erdgeschoss, der andere führte zur Lehrerwohnung im Obergeschoss. Im Jahr 1815 wurde eine größere Schule, das heutige Rathaus, gebaut und die alte Schule wurde fortan vermietet. In ihr war unter anderem ein Krämerladen untergebracht.